# 圣但尼 (留尼汪)
圣但尼（法語：Saint-Denis，法語發音：[sɛ̃ d(ə)ni] ⓘ），法国海外省留尼汪的一个市镇，同时也是该省的省会，下辖圣但尼区，其市镇面积为142.79平方公里，2022年1月1日时人口数量为156,149人，是法国本土以外人口最多的城市，在法国城市中排名第20位。
圣但尼位于留尼汪岛北部海滨的一处河口附近，其在此入海的河流亦以之命名。圣但尼是留尼汪的首府，是该岛的政治、军事、科教和文化中心，其附近建有留尼汪羅蘭·加洛斯機場，可直通法国本土以及马斯克林群岛地区的主要城市。

## 地名来源
“Saint-Denis”出自公元三世纪时的天主教人物圣德尼，此处则来源于法国东印度公司的一艘同名邮轮，由殖民者艾蒂安·雷尼奥于1668年命名。
因法国本土亦有同名城市，为了区分，此处的圣但尼在某些资料中又被写作“Saint-Denis de la Réunion”。

## 历史

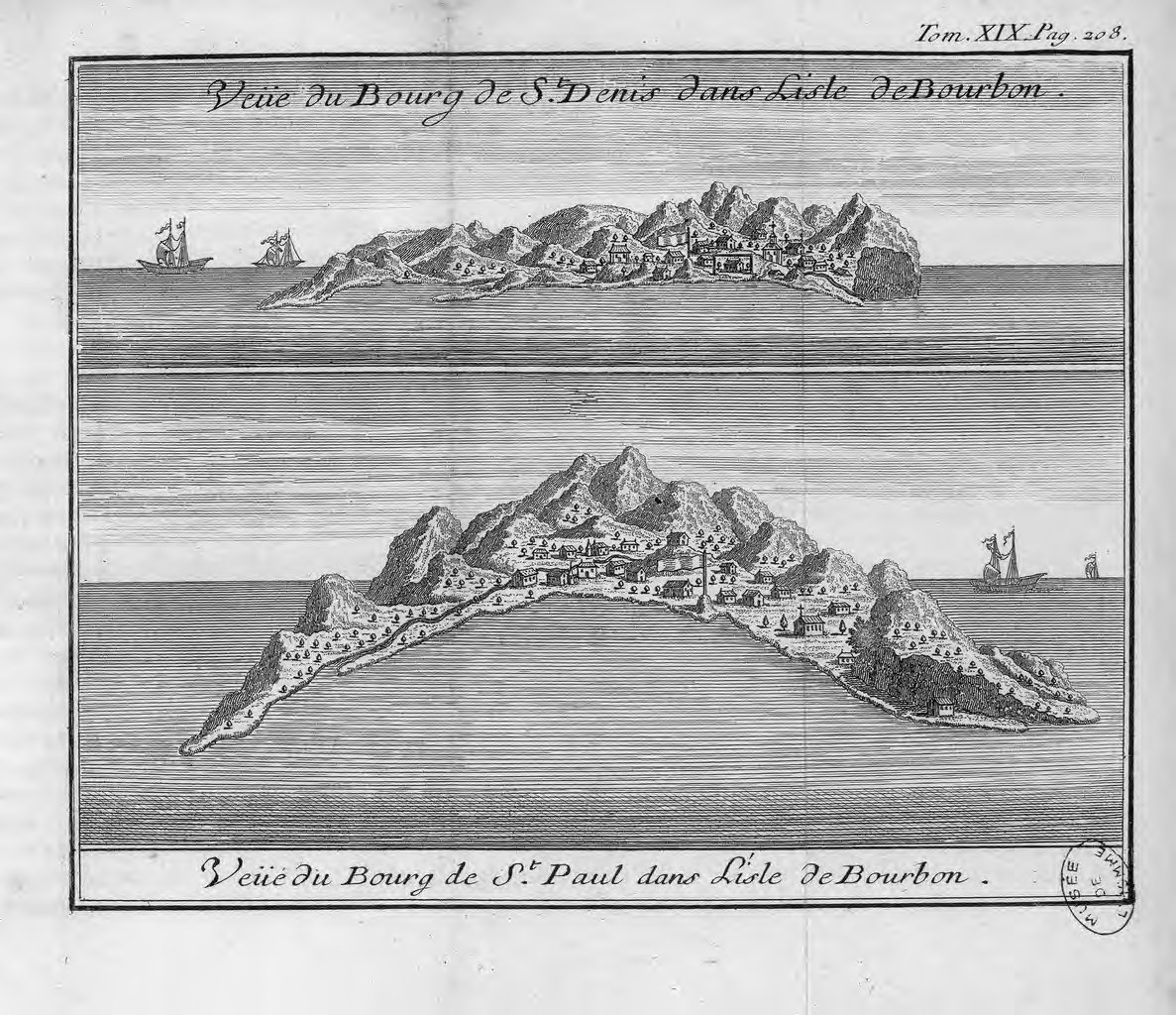
1702年和1776年的圣但尼（绘图）

圣但尼所处的留尼汪岛最初于1665年被法国殖民者艾蒂安·雷尼奥发现并登陆，而当地在此之前的历史尚无从考证。1668年，艾蒂安在圣但尼附近修建了一处石质房屋。此后，他发现圣但尼所处的海岸比留尼汪岛西侧和南侧更适合建港和开垦，故自1669年起，艾蒂安将其在留尼汪的办公地点迁至圣但尼，此后，圣但尼逐渐成为一个海滨聚落，当地人口数量略有增加。1738年，殖民者贝特朗-弗朗索瓦·马埃·德·拉布尔多内将留尼汪的官方首府设至圣但尼，彼时，当地的居民数量已超过两千。18世纪中后期，得益于对外贸易的发展，圣但尼城市逐渐扩大，奥诺雷·德克雷蒙于1771年对圣但尼进行了新的规划，其市区内新增了多处教堂、银行及商业设施建筑。法国大革命之后，留尼汪岛被分为六个区域，圣但尼市镇于1790年7月23日正式成立。1810年，英格兰殖民者占领圣但尼及留尼汪岛；1814年，根据《巴黎条约》，留尼汪岛被归还给了法国。19世纪中期，随着工业革命的发展，圣但尼人口数量逐年增加。1848年4月27日，法国农奴制废除法案生效，萨尔达·加里加于同年10月到达圣但尼，其间，圣但尼的一些甘蔗农场主曾希望暂缓废除农奴制以保证其农业生产，但该提议遭到萨尔达的拒绝。12月20日，留尼汪农奴制正式被废除。1882年，一条连接圣但尼和圣伯努瓦的铁路建成通车，后于1976年停止商业运行，部分路段被改为私人旅游线路。第二次世界大战初期，留尼汪执政者曾宣布效忠于维希政府，为防止留尼汪及西印度洋海域成为法西斯的军事力量，同盟国于1942年发动马达加斯加战役，圣但尼及留尼汪岛于同年11月30日被解放，成为自由法国的一部分。二战后，圣但尼港口得到扩建，当地亦出现了新建集中式居民区，其城市人口数量快速增加。1991年，因不满税收政策，圣但尼的绍德龙街区发生大规模暴乱，最终造成八人身亡，多处公共设施被损毁。2011年，圣但尼获得由法国文化部授予的“艺术与历史之城”的称号。

## 地理

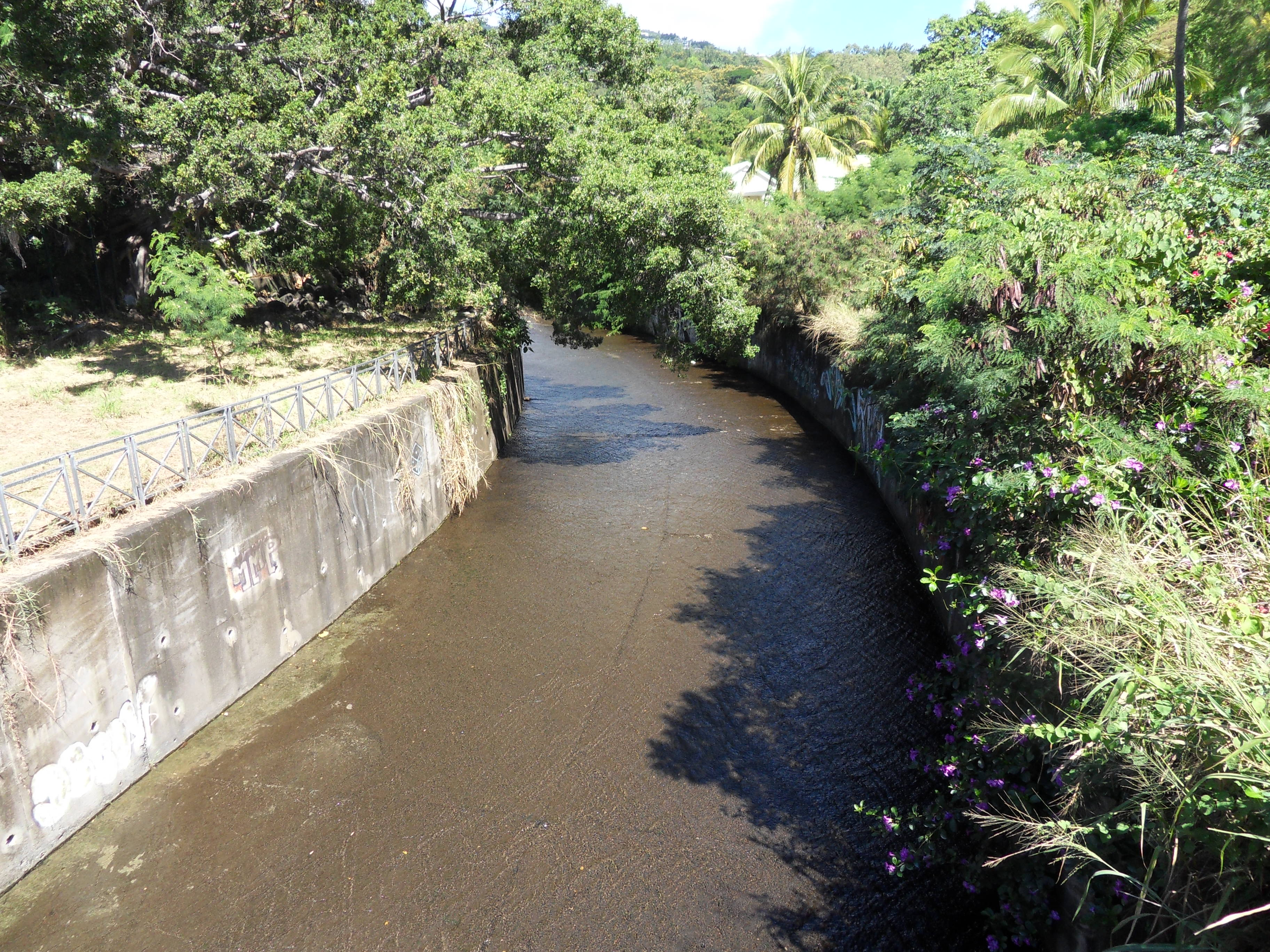
一处冲沟

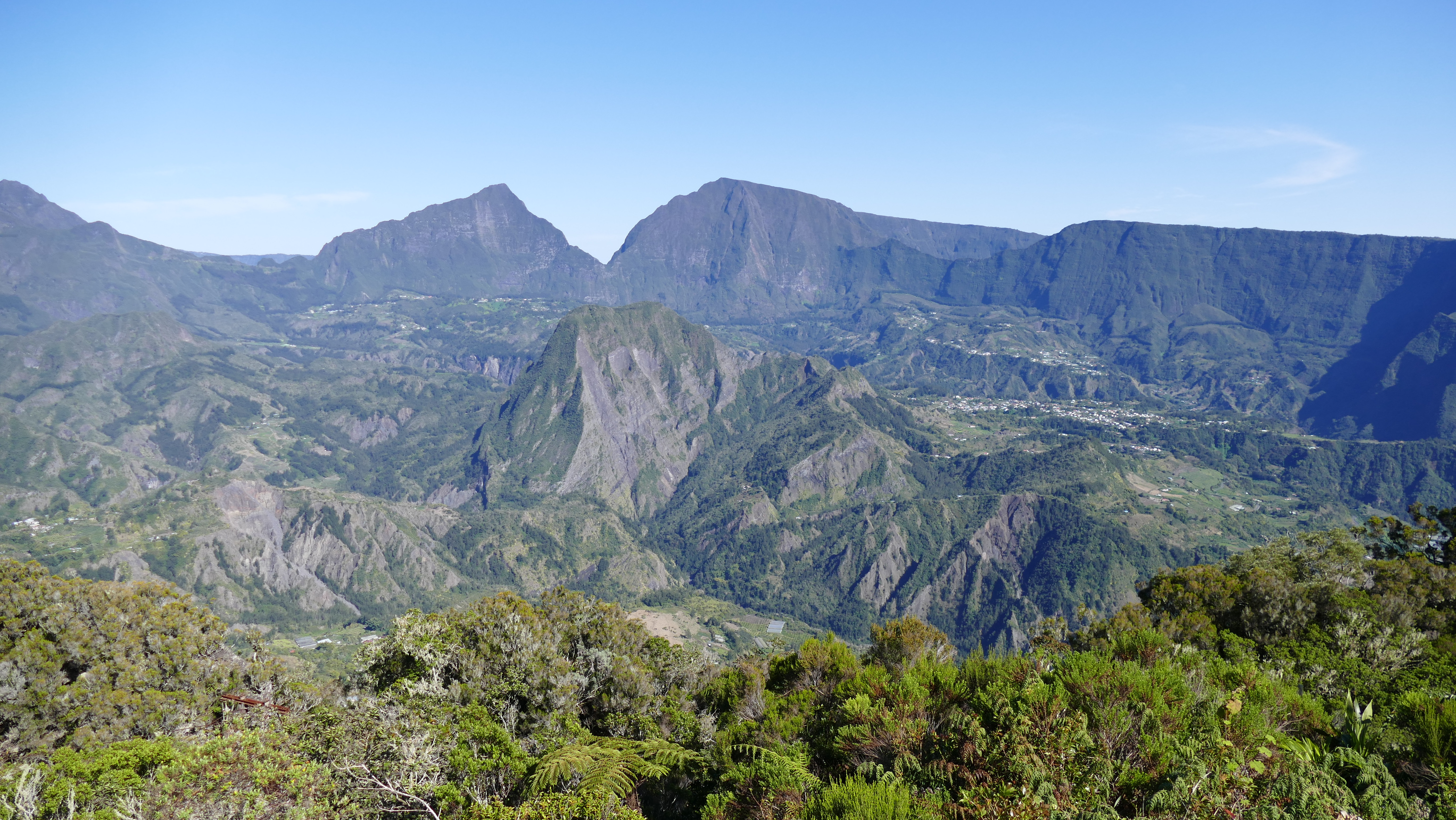
远眺埃克里特岩

圣但尼位于法国海外省留尼旺岛北部，距离法国首都巴黎的直线距离大约9,365公里。与圣但尼接壤的市镇包括：拉波塞雄、圣玛丽、萨拉济。

### 地形
圣但尼位于留尼旺岛北部的一处山前平原前方，临海部分地势平坦，市区南侧及东侧则多为山地，其中南部地区地势陡峭，起伏明显，全境海拔在0到2,276米之间，其中最高点为埃克里特岩。

### 水文
圣但尼河自南向北流经圣但尼市区西部，并在此注入印度洋。此外圣但尼境内还有多处冲沟，近海区域多为潮汐河。

### 植被
圣但尼属于热带雨林区，林地广泛分布于河流及山地地区，其中普罗维当斯森林（Forêt de la Providence）的部分区域被开辟为城市森林公园，建有健身步道等设施。位于市区东部的拉特里尼泰公园和市中心的国家花园（Jardin de l'État）则是当地主要城市绿地。
在鲜花城市的评比中，圣但尼被评为2星级城市。

### 气候
圣但尼在柯本气候分类法中属于热带雨林气候。
圣但尼境内建有常年气象站，以下为该气象站的数据：
| 圣但尼 1981年－2019年 | 圣但尼 1981年－2019年 | 圣但尼 1981年－2019年 | 圣但尼 1981年－2019年 | 圣但尼 1981年－2019年 | 圣但尼 1981年－2019年 | 圣但尼 1981年－2019年 | 圣但尼 1981年－2019年 | 圣但尼 1981年－2019年 | 圣但尼 1981年－2019年 | 圣但尼 1981年－2019年 | 圣但尼 1981年－2019年 | 圣但尼 1981年－2019年 | 圣但尼 1981年－2019年 |
| 月份                  | 1月                   | 2月                   | 3月                   | 4月                   | 5月                   | 6月                   | 7月                   | 8月                   | 9月                   | 10月                  | 11月                  | 12月                  | 全年                  |
| --------------------- | --------------------- | --------------------- | --------------------- | --------------------- | --------------------- | --------------------- | --------------------- | --------------------- | --------------------- | --------------------- | --------------------- | --------------------- | --------------------- |
| 历史最高温 °C（°F）   | 35.2 (95.4)           | 34 (93)               | 33.1 (91.6)           | 32.7 (90.9)           | 30.6 (87.1)           | 31 (88)               | 29.4 (84.9)           | 29.1 (84.4)           | 30 (86)               | 30.5 (86.9)           | 33 (91)               | 34.5 (94.1)           | 35.2 (95.4)           |
| 平均高温 °C（°F）     | 30 (86)               | 30 (86)               | 29.8 (85.6)           | 29.1 (84.4)           | 27.5 (81.5)           | 26.1 (79.0)           | 25.2 (77.4)           | 25.3 (77.5)           | 25.9 (78.6)           | 26.9 (80.4)           | 28.1 (82.6)           | 29.1 (84.4)           | 27.8 (82.0)           |
| 日均气温 °C（°F）     | 26.6 (79.9)           | 26.7 (80.1)           | 26.4 (79.5)           | 25.5 (77.9)           | 23.9 (75.0)           | 22.4 (72.3)           | 21.6 (70.9)           | 21.6 (70.9)           | 22.1 (71.8)           | 23.2 (73.8)           | 24.4 (75.9)           | 25.7 (78.3)           | 24.2 (75.6)           |
| 平均低温 °C（°F）     | 23.2 (73.8)           | 23.5 (74.3)           | 23 (73)               | 22 (72)               | 20.3 (68.5)           | 18.7 (65.7)           | 17.9 (64.2)           | 17.8 (64.0)           | 18.3 (64.9)           | 19.5 (67.1)           | 20.7 (69.3)           | 22.3 (72.1)           | 20.6 (69.1)           |
| 历史最低温 °C（°F）   | 18.2 (64.8)           | 18.6 (65.5)           | 18.4 (65.1)           | 15.6 (60.1)           | 15.3 (59.5)           | 13 (55)               | 12.9 (55.2)           | 12.8 (55.0)           | 13 (55)               | 13.4 (56.1)           | 15 (59)               | 17.8 (64.0)           | 12.8 (55.0)           |
| 平均降水量 mm（）     | 278.6 (10.97)         | 351 (13.8)            | 232.5 (9.15)          | 154.3 (6.07)          | 97.6 (3.84)           | 76.9 (3.03)           | 57.8 (2.28)           | 57.8 (2.28)           | 50 (2.0)              | 43.4 (1.71)           | 70 (2.8)              | 188.7 (7.43)          | 1,658.6 (65.30)       |
| 月均日照時數          | 216.6                 | 194.7                 | 215.3                 | 220                   | 212.6                 | 215.8                 | 221.7                 | 210.9                 | 208.1                 | 210.3                 | 211.2                 | 219.7                 | 2,556.9               |
| 来源：infoclimat.fr   |                       |                       |                       |                       |                       |                       |                       |                       |                       |                       |                       |                       |                       |

## 行政区划
圣但尼是法国海外省留尼汪的一个市镇，编号为97411。圣但尼下属圣但尼区，隶属于留尼旺省第一选区，管理圣但尼第一、二、三和四县，同时也是北留尼旺市际城市圈公共社区的办公驻地。
圣但尼市镇被划为17个街区，其中16个街区实行民主自治制度。
法国国家统计与经济研究所（简称）在进行数据统计时，将圣但尼及相邻的另外一个市镇设为圣但尼城市核心区，并将包括核心区在内的共三个市镇设为圣但尼城市区。自2020年起，圣但尼城市区被包含6个市镇的圣但尼城市辐射区代替。此外，还将圣但尼市镇分为了64个“块区”（IRIS），以便于统计人口分布情况。

## 交通

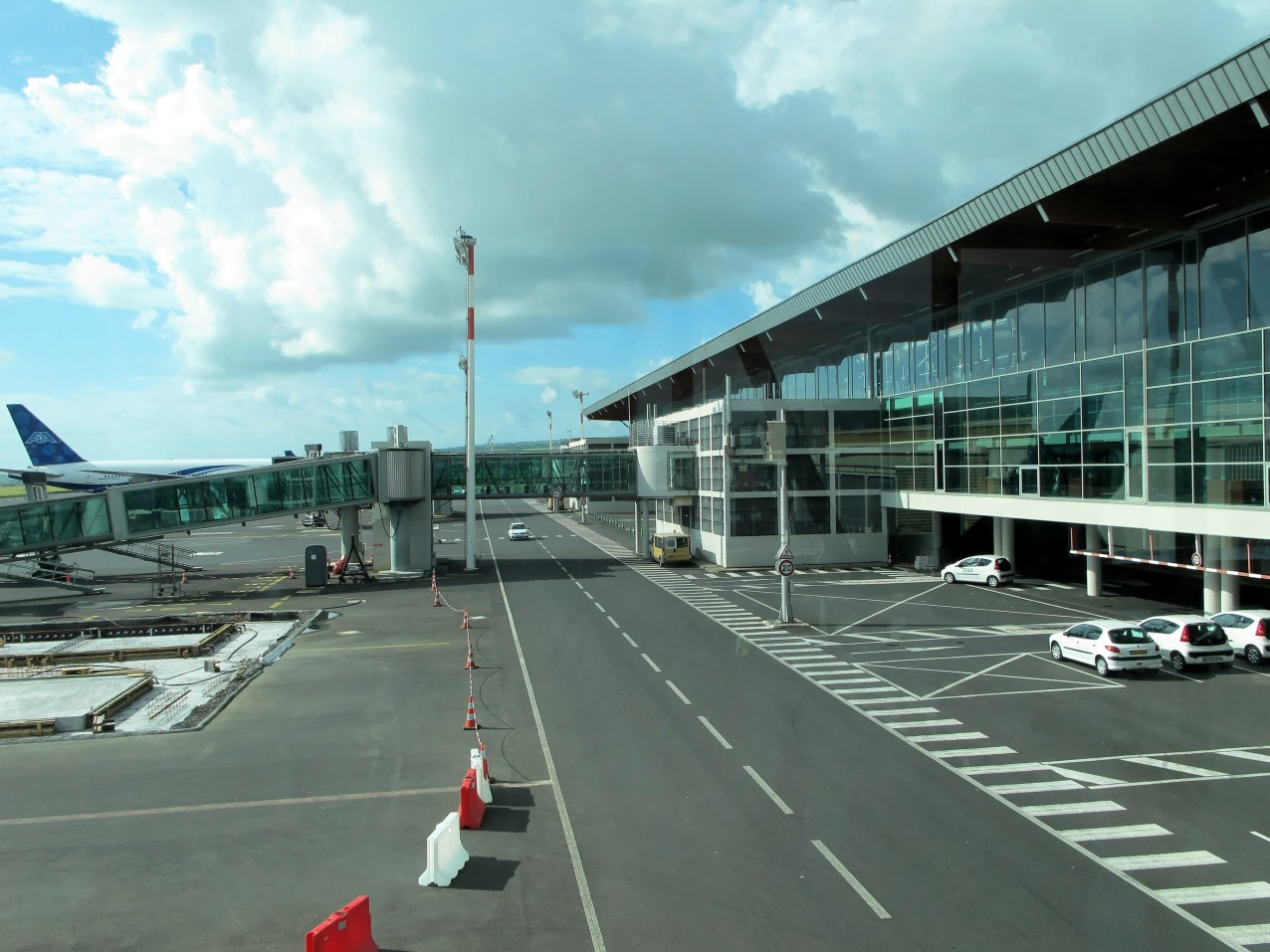
留尼汪羅蘭·加洛斯機場

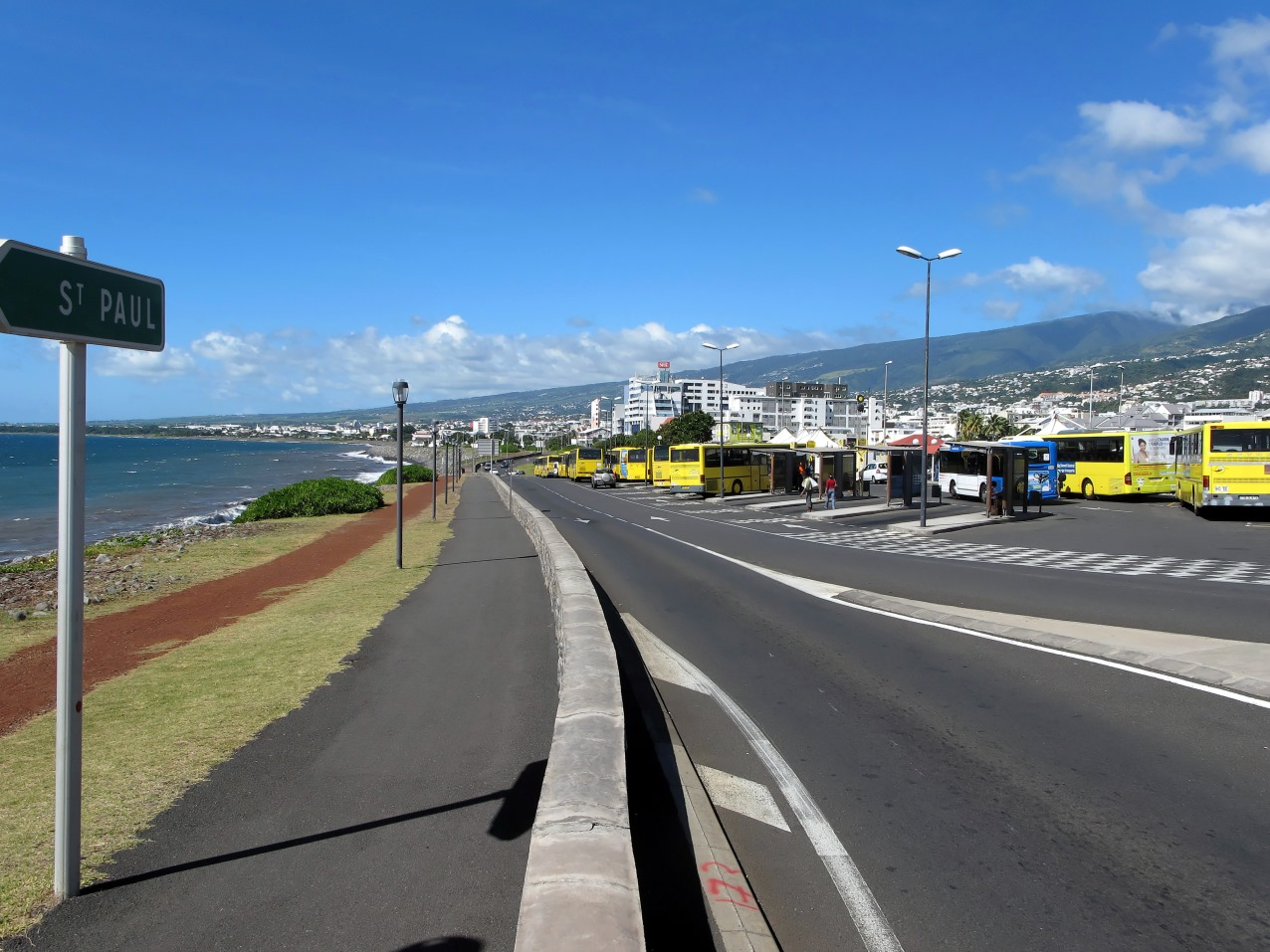
圣但尼的一处公交车站

### 公路
留尼汪国道1线、2线和6线在圣但尼市中心交汇，另有多条地方道路可连接周边地区。
2018年，60.4%的圣但尼家庭拥有至少一辆私人汽车。2019年，圣但尼境内共发生各类交通事故203起，造成1人遇难，258人受伤。

### 铁路
1882至1976年间，圣但尼曾为留尼汪铁路网的一个车站，该线路现已废弃，部分路段被改建为旅游观光列车线路。

### 航空
留尼汪羅蘭·加洛斯機場位于圣但尼市区东部约9公里处，该机场开行前往巴黎、里昂、马赛、曼谷、清迈、约翰内斯堡等地以及马达加斯加和马斯克林群岛各国主要城市的固定航线。

### 城市公共交通
圣但尼城市公共交通（商业名称为“Citalis”）是当地的城市公共交通系统。截至2022年7月，该系统共有10条市区公交线路和超过30条普通公交线路。

## 政治

### 市政内阁

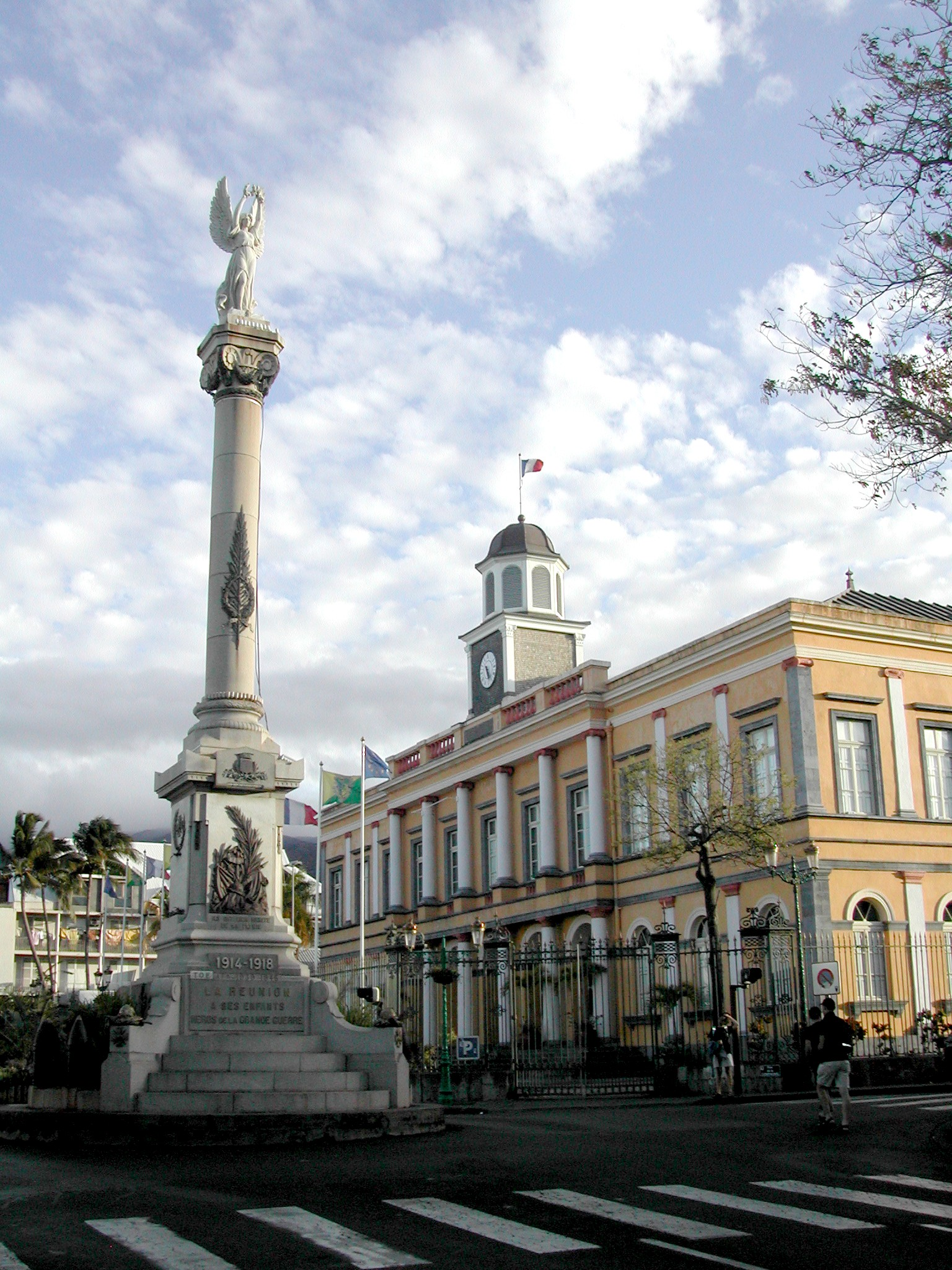
圣但尼市政厅

圣但尼的现任市长为埃丽卡·巴雷奇女士，她是一名左翼无党派人士，在2020年的市政选举中获得了58.89%的支持率。
| 圣但尼历届市长 | 圣但尼历届市长                          | 圣但尼历届市长                     |
| 任期           | 市长                                    | 党派                               |
| -------------- | --------------------------------------- | ---------------------------------- |
| 1944年－1946年 | Raymond VERGÈS 雷蒙·韦尔热斯            | 不详                               |
| 1946年－1948年 | Jean CHATEL 让·沙泰尔                   | 不详                               |
| 1948年－1955年 | Jules OLIVIER 朱尔·奥利维耶             | 不详                               |
| 1955年－1958年 | Maxime VALLON-HOARAU 马克西姆·瓦隆-瓦罗 | RPF法国人民联盟                    |
| 1958年－1959年 | Alix GUINOT 亚历克斯·吉诺               | 不详                               |
| 1959年－1968年 | Gabriel MACÉ 加布里埃尔·马塞            | UNR新共和国联盟                    |
| 1968年－1969年 | Jules REYDELLET 朱尔·雷代莱             | DVD右翼无党派人士                  |
| 1969年－1989年 | Auguste LEGROS 奥古斯特·勒格罗          | UDR共和国保卫联盟 →RPR保衛共和聯盟 |
| 1989年－1994年 | Gilbert ANNETTE 吉尔贝·阿内特           | PS社会党                           |
| 1994年－2001年 | Michel TAMAYA 米歇尔·塔马亚             | PS社会党                           |
| 2001年－2008年 | René-Paul VICTORIA 勒内-保罗·维多利亚   | RPR保衛共和聯盟 →UMP人民运动联盟   |
| 2008年－2020年 | Gilbert ANNETTE 吉尔贝·阿内特           | PS社会党                           |
| 2020年－       | Ericka BAREIGTS 埃丽卡·巴雷奇           | PS社会党                           |

### 各级选举
| 圣但尼历届投票选举结果 | 圣但尼历届投票选举结果 | 圣但尼历届投票选举结果 | 圣但尼历届投票选举结果 | 圣但尼历届投票选举结果           | 圣但尼历届投票选举结果 | 圣但尼历届投票选举结果 | 圣但尼历届投票选举结果           | 圣但尼历届投票选举结果 | 圣但尼历届投票选举结果 |
| 选举项目               | 选举范围               | 选区单位               | 选区单位内的选举结果   | 选区单位内的选举结果             | 选区单位内的选举结果   | 选区单位内的选举结果   | 选区单位内的选举结果             | 选区单位内的选举结果   | 参考资料               |
| 选举项目               | 选举范围               | 选区单位               | 第一轮胜出者           | 第一轮胜出者                     | 支持率                 | 第二轮胜出者           | 第二轮胜出者                     | 支持率                 | 参考资料               |
| ---------------------- | ---------------------- | ---------------------- | ---------------------- | -------------------------------- | ---------------------- | ---------------------- | -------------------------------- | ---------------------- | ---------------------- |
| 2017年法國總統選舉     | 法國                   | 市镇                   |                        | 埃马纽埃尔·马克龙                | 23.71%                 |                        | 埃马纽埃尔·马克龙                | 65.46%                 | [ 30 ]                 |
| 2017年法国立法选举     | 留尼旺省第一选区       | 市镇                   |                        | 埃丽卡·巴雷奇                    | 47.23%                 |                        | 埃丽卡·巴雷奇                    | 65.86%                 | [ 30 ]                 |
| 2019年欧洲议会选举     | 法國                   | 市镇                   |                        | 若尔丹·巴尔代拉                  | 27.12%                 | （不适用）             | （不适用）                       | （不适用）             | [ 32 ]                 |
| 2021年法国省级选举     | 留尼汪                 | 第一县                 |                        | 热拉尔·弗朗索瓦斯 莫妮克·奥尔费  | 54.56%                 |                        | 热拉尔·弗朗索瓦斯 莫妮克·奥尔费  | 56.52%                 | [ 33 ]                 |
| 2021年法国省级选举     | 留尼汪                 | 市镇 （第一县部分）    |                        | 热拉尔·弗朗索瓦斯 莫妮克·奥尔费  | 54.56%                 |                        | 热拉尔·弗朗索瓦斯 莫妮克·奥尔费  | 56.52%                 | [ 33 ]                 |
| 2021年法国省级选举     | 留尼汪                 | 第二县                 |                        | 纳西玛·丹达尔 让-弗朗索瓦·奥阿罗 | 46.21%                 |                        | 纳西玛·丹达尔 让-弗朗索瓦·奥阿罗 | 56.15%                 | [ 33 ]                 |
| 2021年法国省级选举     | 留尼汪                 | 市镇 （第二县部分）    |                        | 纳西玛·丹达尔 让-弗朗索瓦·奥阿罗 | 46.21%                 |                        | 纳西玛·丹达尔 让-弗朗索瓦·奥阿罗 | 56.15%                 | [ 33 ]                 |
| 2021年法国省级选举     | 留尼汪                 | 第三县                 |                        | 布丽吉特·亚当 达维德·贝尔达      | 54.09%                 |                        | 布丽吉特·亚当 达维德·贝尔达      | 61.46%                 | [ 33 ]                 |
| 2021年法国省级选举     | 留尼汪                 | 市镇 （第三县部分）    |                        | 布丽吉特·亚当 达维德·贝尔达      | 54.09%                 |                        | 布丽吉特·亚当 达维德·贝尔达      | 61.46%                 | [ 33 ]                 |
| 2021年法国省级选举     | 留尼汪                 | 第四县                 |                        | 奥德蕾·贝利姆 维吉尔·基什南      | 38.63%                 |                        | 奥德蕾·贝利姆 维吉尔·基什南      | 54.41%                 | [ 33 ]                 |
| 2021年法国省级选举     | 留尼汪                 | 市镇 （第四县部分）    |                        | 奥德蕾·贝利姆 维吉尔·基什南      | 38.63%                 |                        | 奥德蕾·贝利姆 维吉尔·基什南      | 54.41%                 | [ 33 ]                 |
| 2021年法国大区选举     | 留尼汪                 | 市镇                   |                        | 迪迪埃·罗贝尔                    | 33.12%                 |                        | 迪迪埃·罗贝尔                    | 54.81%                 | [ 34 ]                 |
| 2022年法国总统选举     | 法國                   | 市镇                   |                        | 让-吕克·梅朗雄                   | 37.49%                 |                        | 玛丽娜·勒庞                      | 51.06%                 | [ 30 ]                 |
| 2022年法国立法选举     | 留尼旺省第一选区       | 市镇                   |                        | 菲利普·纳耶                      | 33.47%                 |                        | 菲利普·纳耶                      | 60.68%                 | [ 30 ]                 |

## 人口
2018年，圣但尼市镇人口数量为150,535，在法国排名第20位。其中男性69,250人，女性81,285人，75岁及以上人口占4.6%，外籍人口数量为4,266人，人口密度为1,054人/平方公里，当地居民被称为（男性）或（女性）。2019年，圣但尼境内出生2,326人，死亡人口954人。
| 圣但尼1902年－2019年人口变化情况 |
|                                  |
| 数据来源：INSEE                  |

## 经济
圣但尼是留尼旺的经济政治中心。截止2022年7月，圣但尼市镇范围内共有各类用人单位（包含自雇）26,101家，平均历史为14年，其中97.39%为中小型企业（PME），2022年5月至7月间，当地的经济活力指数为0.6%。（汽车销售）、（汽车销售）及（汽车销售）是当地2021年营业额最高的三个企业，分别为129,275,292欧元、86,795,517欧元和83,570,550欧元。

## 财政与居民收入
2020年，圣但尼的财政收入总额为226,552,000欧元，财政支出总额为207,465,000欧元，当年的债务总额为206,743,000欧元。2021年，圣但尼共获得37,008,361欧元的国家财政补助，比上一年增加了7.24%。
2019年，圣但尼的人均月收入总额为2,266欧元，其中高级职员为4,269欧元，高于法国平均水平（4,230欧元）；中级职员为2,449欧元，高于法国平均水平（2,411欧元）；普通职员为1,781欧元，亦高于法国平均水平（1,740欧元）。
2020年，圣但尼境内的青壮年（15至64岁）失业率为29.6%，当地33.1%的家庭拥有纳税资格，平均纳税4,098欧元，低于法国平均水平（3,910欧元）。

## 社会事务

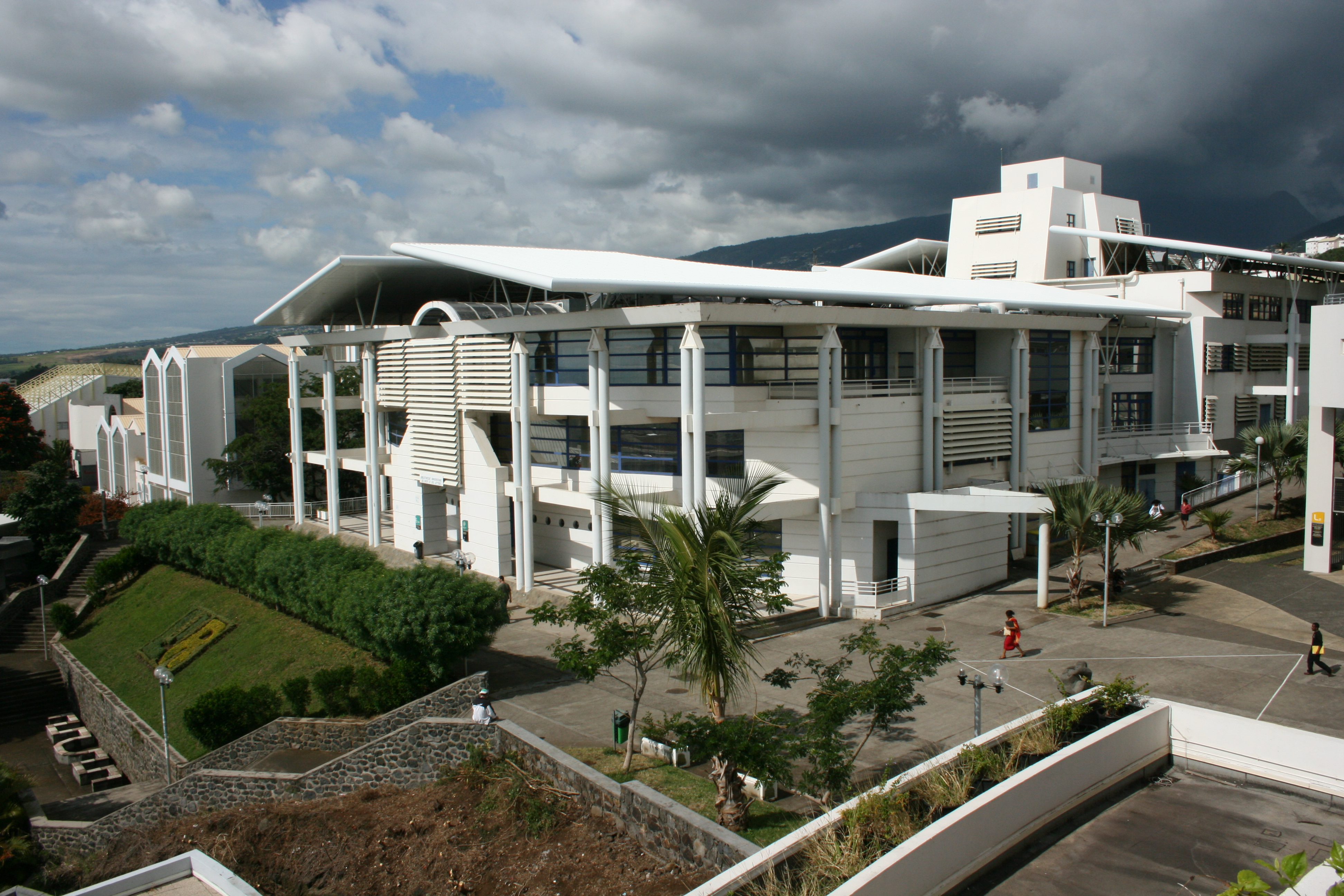
留尼汪大学政法学院

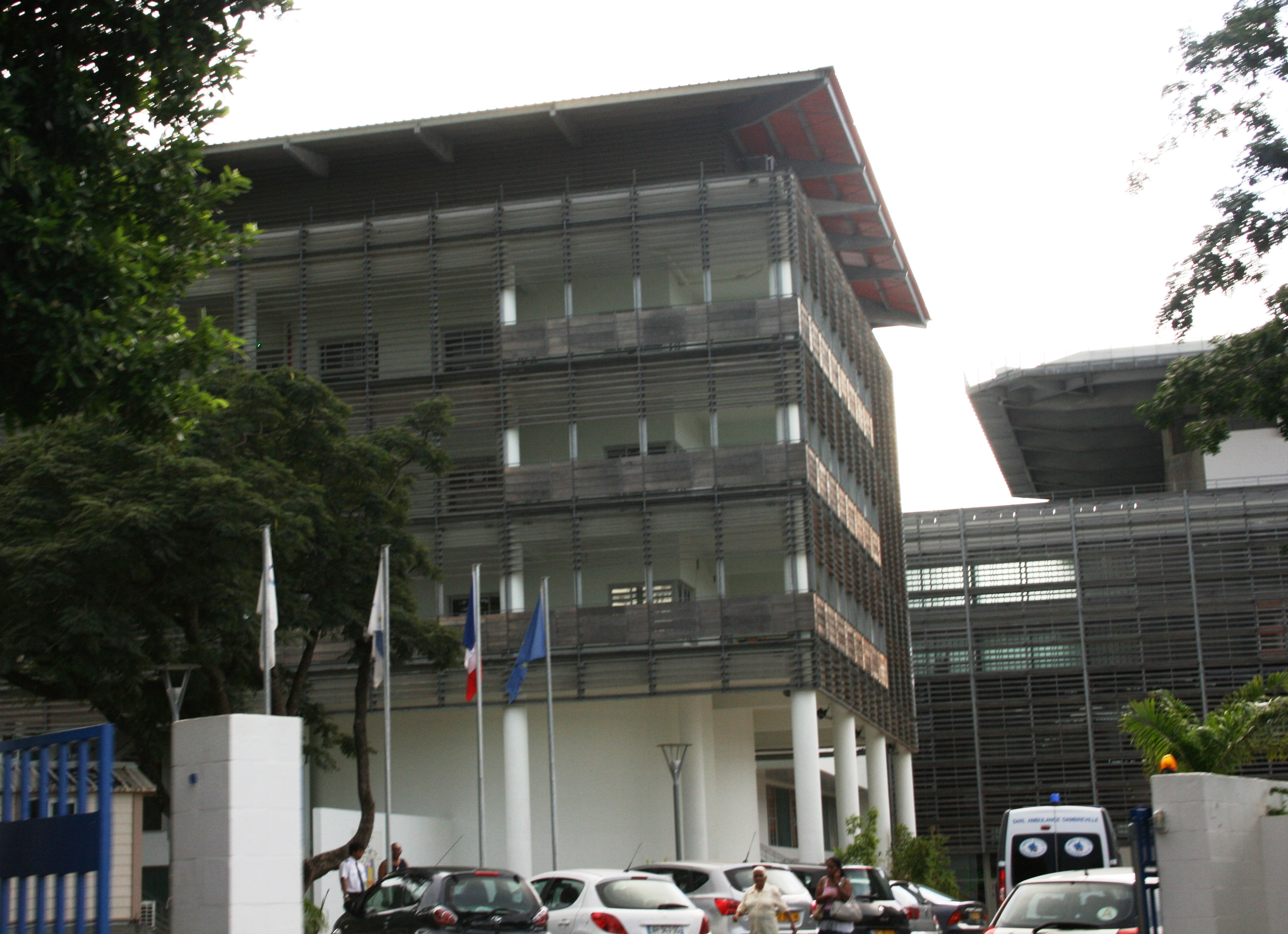
费利克斯·居永中心医院

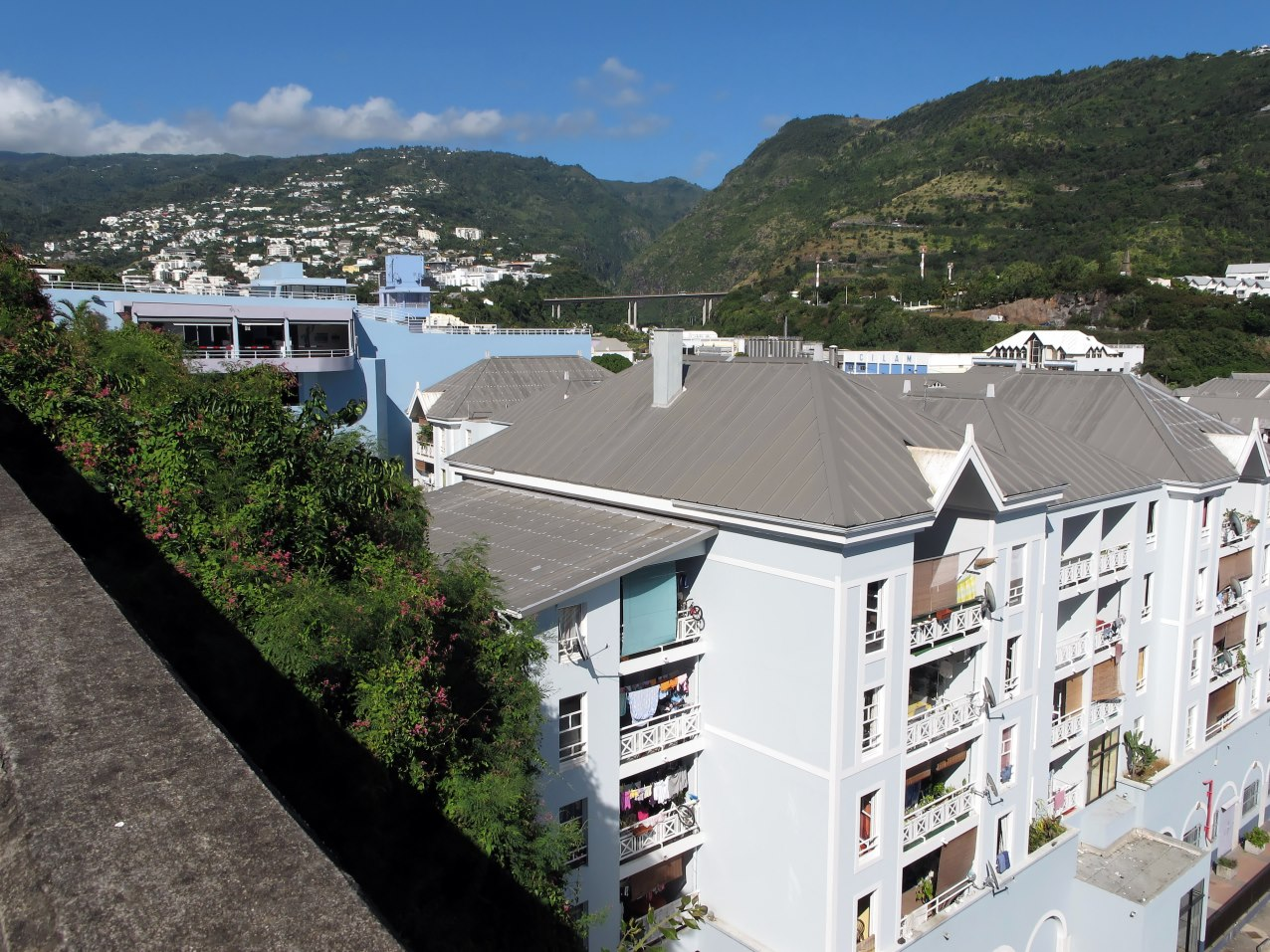
圣但尼的一处街区

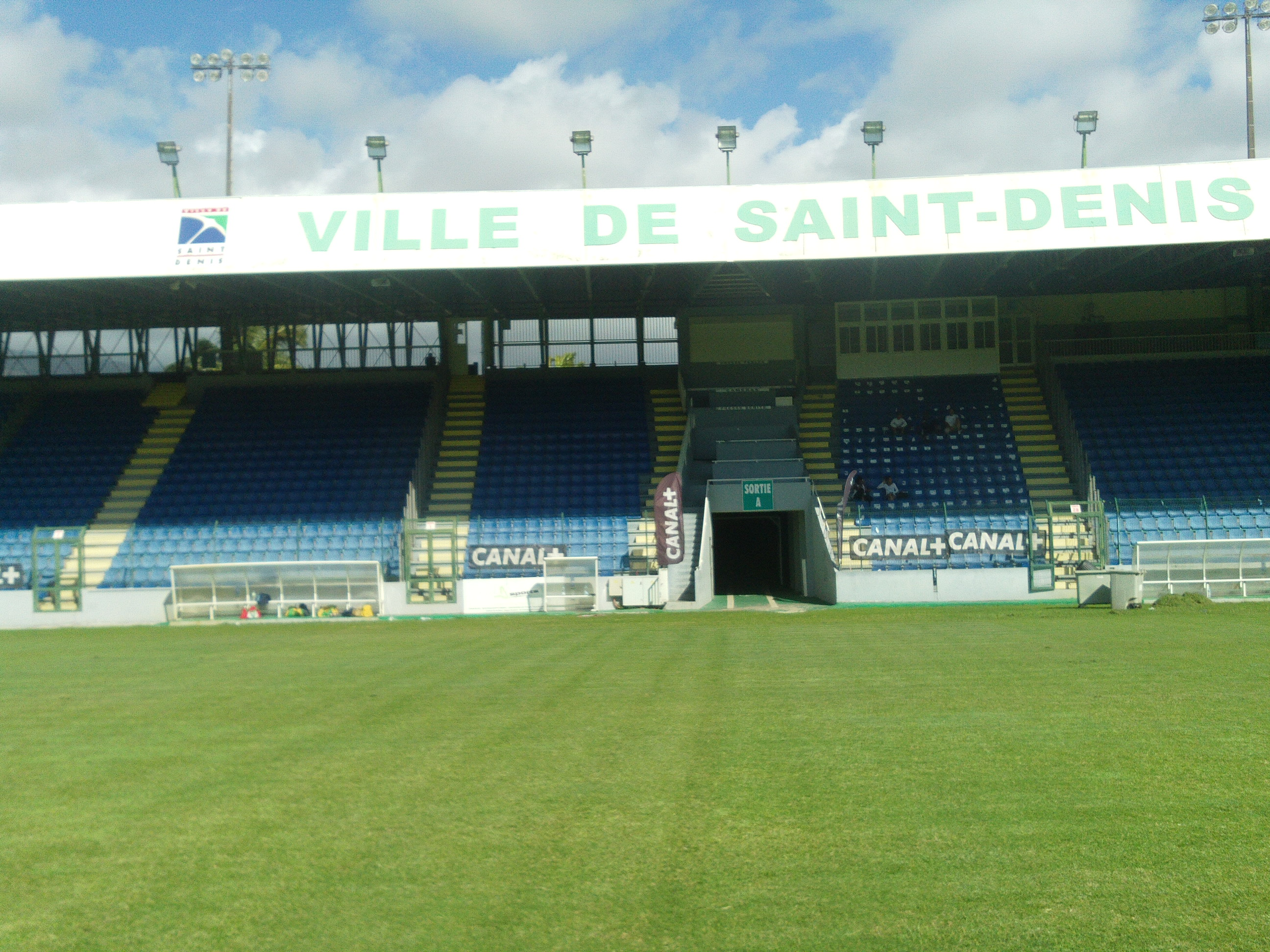
让·伊武拉球场

### 教育
圣但尼属于留尼旺学区。截止2020年1月1日，圣但尼境内共有30所幼儿园、53所小学、16所初级中学、6所普通高中和4所职业高中。2018至2019学年度，圣但尼境内共有在校中等教育阶段学生16,465名。
在高等教育方面，留尼汪大学是法国的一所公立综合性大学，其主校区位于圣但尼。

### 医疗
截止2020年1月1日，圣但尼境内共有全科医生153名、保健师208名、牙医96名、护士415名、耳科医生6名、眼科医生5名、皮肤科医生5名、助产士30名、儿科医生12名和妇科医生14名。境内共有药房44家、养老院4家、残疾人帮扶中心4家。
留尼汪大学中心医院是法国的一个大学教学医院及区域性医疗机构，其下属的费利克斯·居永中心医院位于圣但尼市区西南部，设有床位559个，是当地规模最大的公立综合性医院。
圣樊尚诊疗中心位于圣但尼市中心，是当地一家私立综合医院。

### 住房
2018年，圣但尼境内共有各类住房64,837套，其中34.2%为独立式居民区，65.1%为集中式居民区。常住房屋占圣但尼市镇范围内居民建筑总量的88.2%。
在住房保障政策方面，2020年，圣但尼境内共有28,013户家庭获得了住房经济补助，受益人数占总人口数量的18.6%，其中27,551份为房租补助。

### 商业
2020年，圣但尼境内共有各类实体商铺2,648家，其中餐厅794家、大型超市28家、杂货店133家、面包房132家、肉铺35家、书店22家、装饰品店36家、银行门店53家、美容美发店212家、汽车维修店207家。市中心建有家乐福、Picard、Leader Price等便民店；市区东北部则有大北留尼汪商业中心（Centre Commercial Grand Nord Réunion），其主体建筑为家乐福大型购物超市。

### 体育
2019年，圣但尼境内共有14家游泳池、12间体育馆、9座综合体育场、48处网球场、1处马术场、31处足球或橄榄球场、20处篮球或排球球场以及1处高尔夫球场。
截至2022年7月，圣但尼境内共有34家注册足球俱乐部，其中圣但尼足球俱乐部（编号547350）成立于2003年，是当地的代表性足球队，2022至2023赛季参加留尼汪足球联赛，其主场为让·伊武拉球场，可同时容纳超过1.2万名观众。

### 环境
圣但尼的环境事务由其所属的北留尼旺市际城市圈公共社区联合各级政府协调负责。2019年，圣但尼境内共有2家污染企业。

### 治安
2019年，圣但尼市镇范围内共有2处派出所。
2021年，圣但尼国家宪兵队（zone gendarmerie de Saint-Denis）累计记录各类案件29,098起，其中盗窃类案件7,047起，经济类案件2,411起，毒品交易类案件1,466起。

## 文化
2020年，圣但尼境内共有2家剧场、3家电影院、2家博物馆和4家音乐厅。圣但尼境内共有7处公共图书馆或多媒体中心。

### 建筑
圣但尼境内有多处历史建筑，留尼汪圣但尼教堂、勇士圣母教堂等为法国国家文物保护单位。

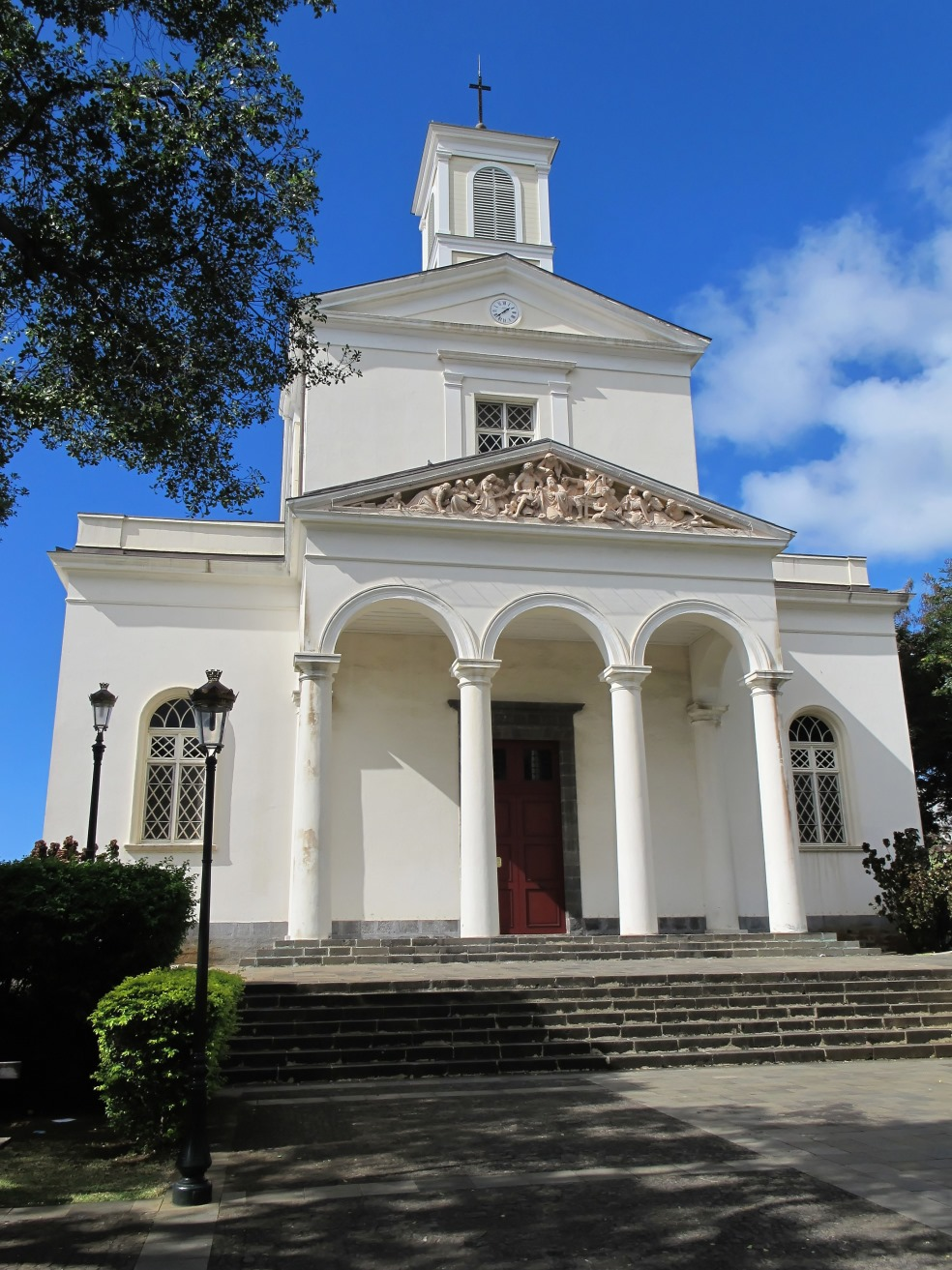
留尼汪圣但尼教堂（法语：Cathédrale de Saint-Denis de La Réunion）
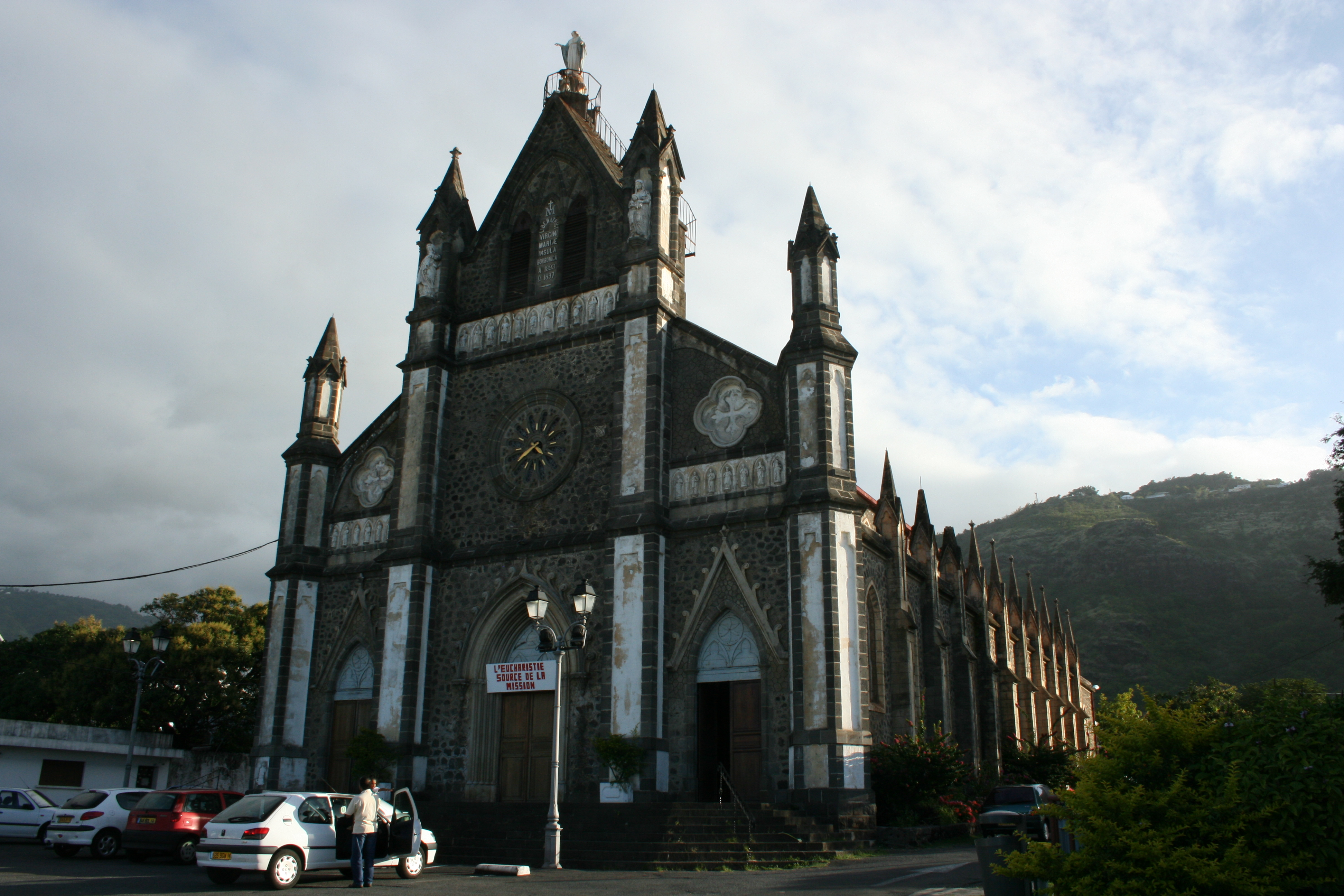
勇士圣母教堂（法语：Église Notre-Dame-de-la-Délivrance）
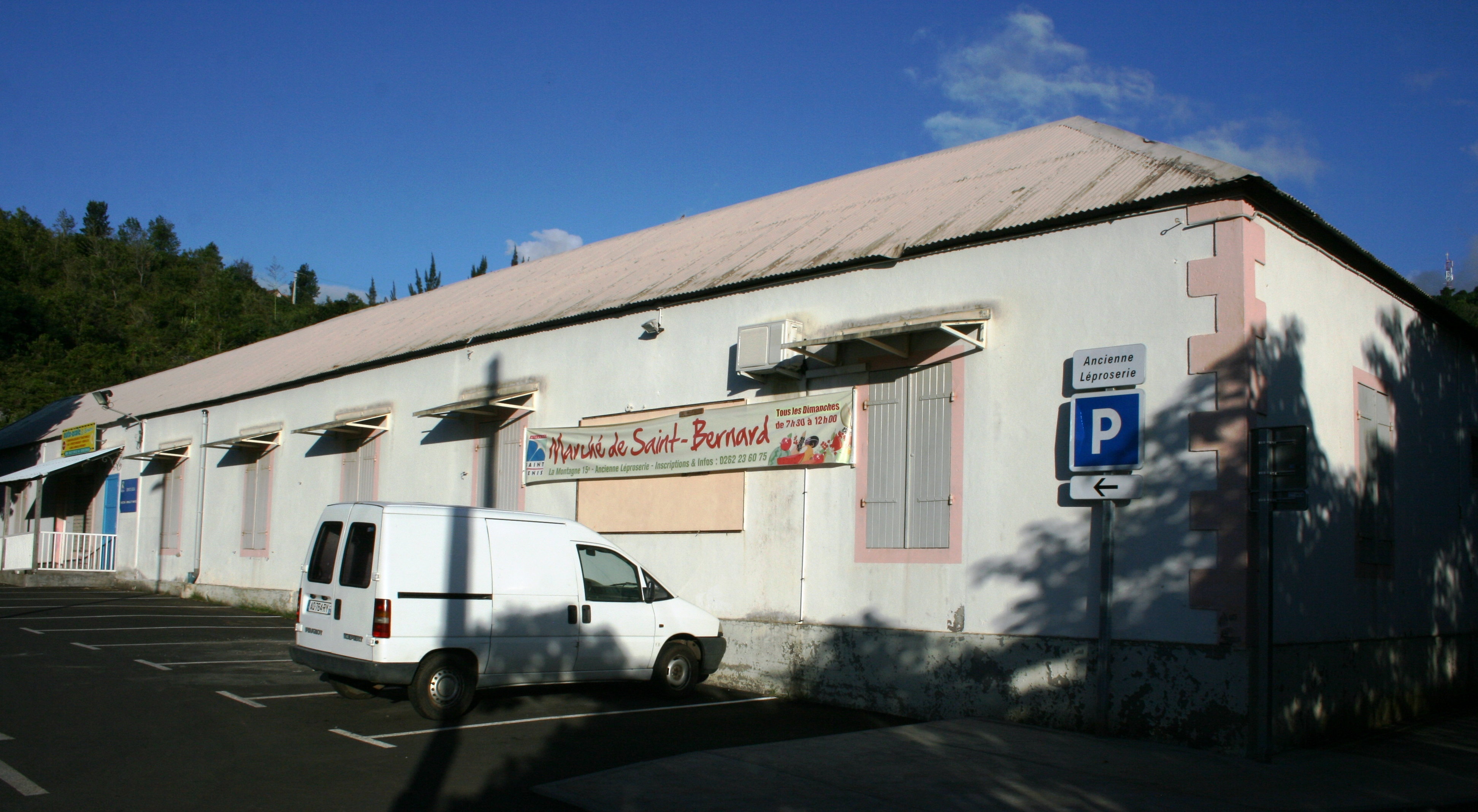
圣贝尔纳疗养院（法语：Léproserie de Saint-Bernard）
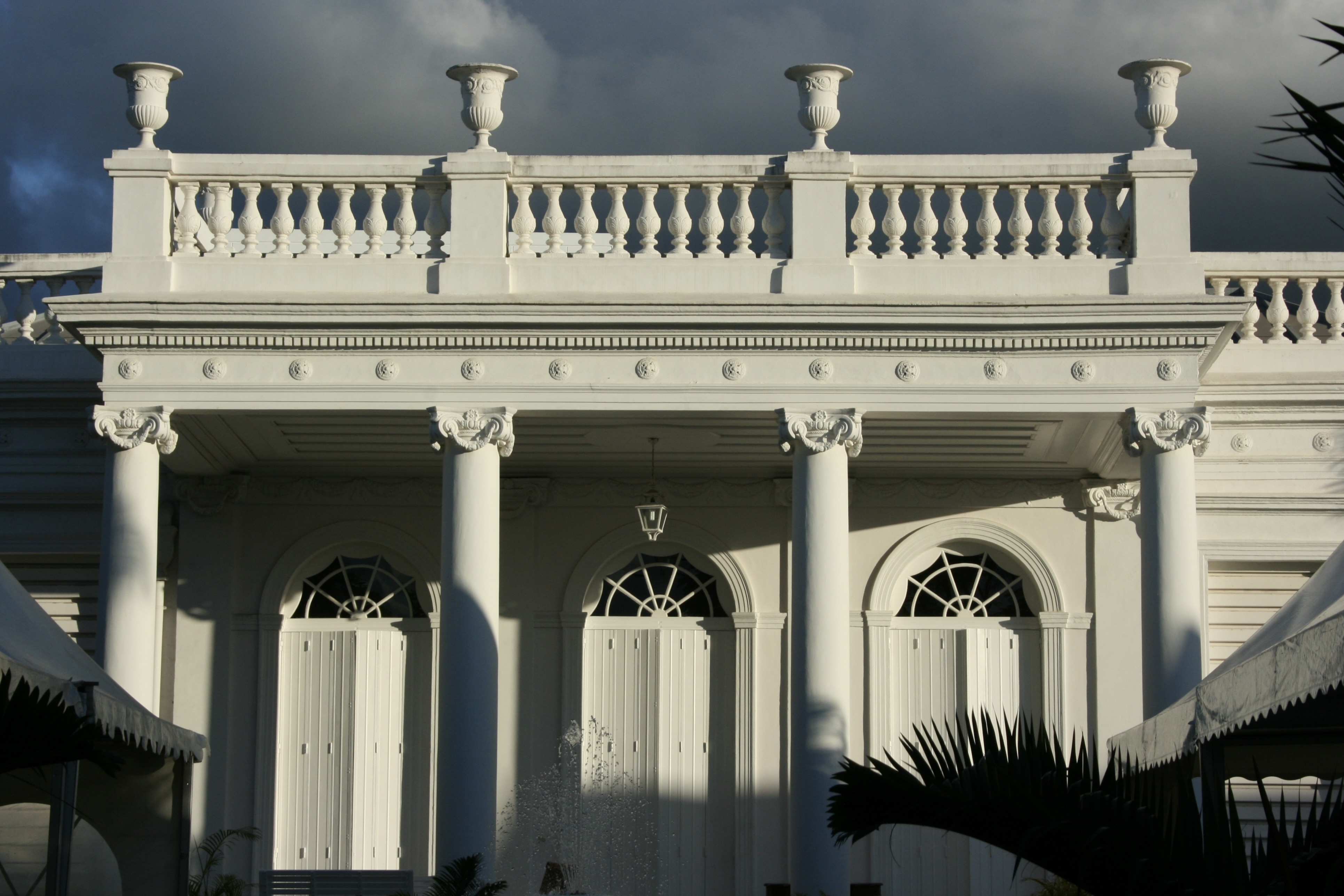
洛拉泰城堡（法语：Château Lauratet）
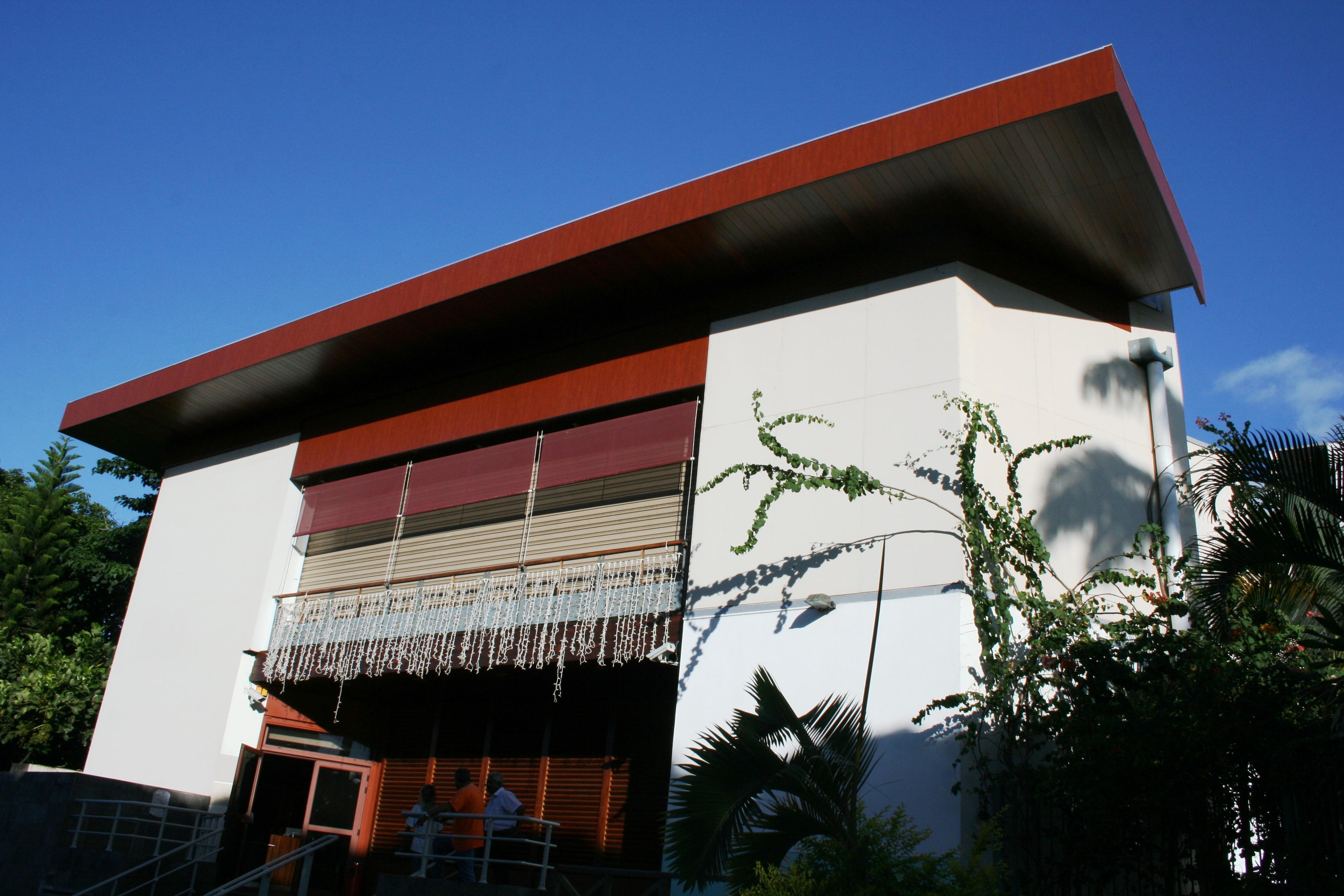
圣但尼赌场（法语：Casino de Saint-Denis）
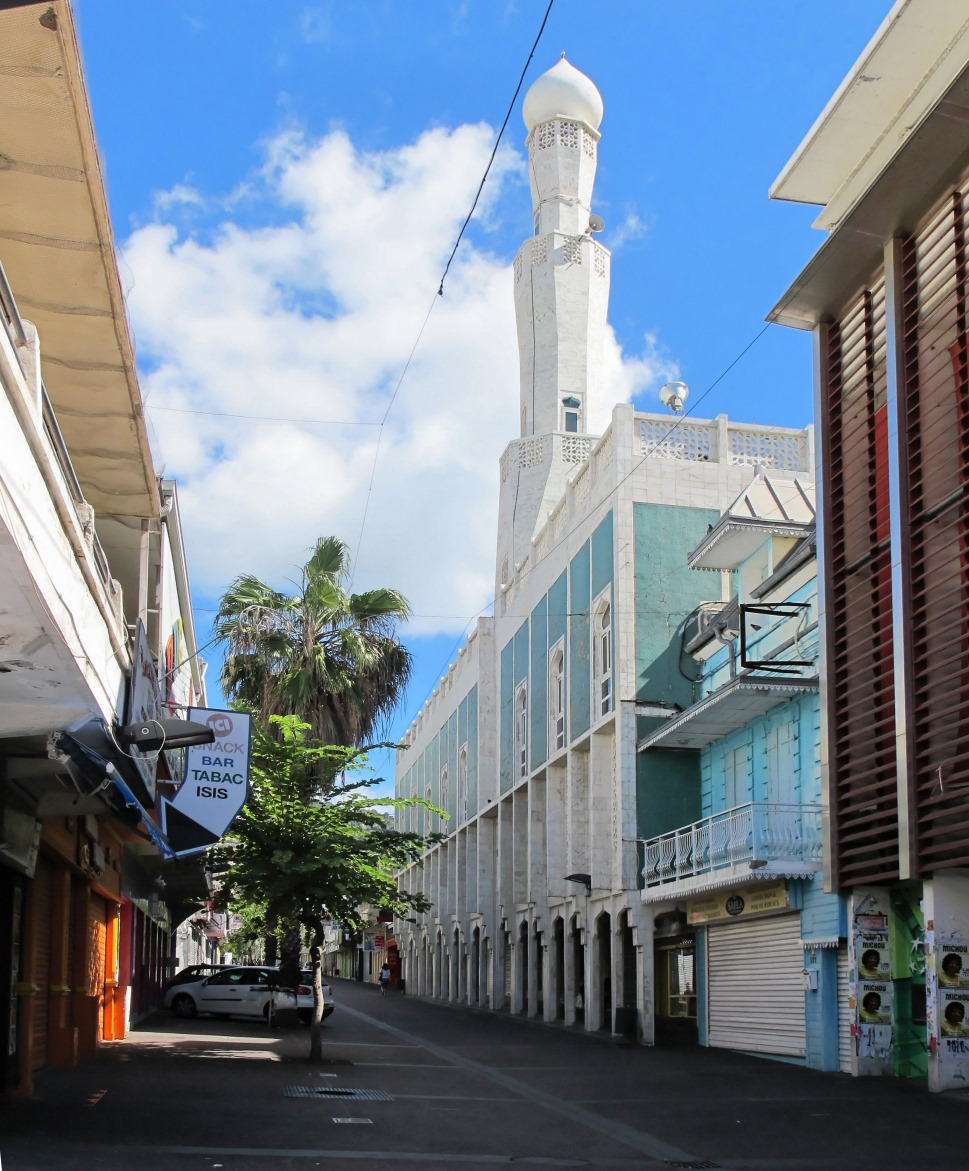
大清真寺（法语：Mosquée Noor-e-Islam）
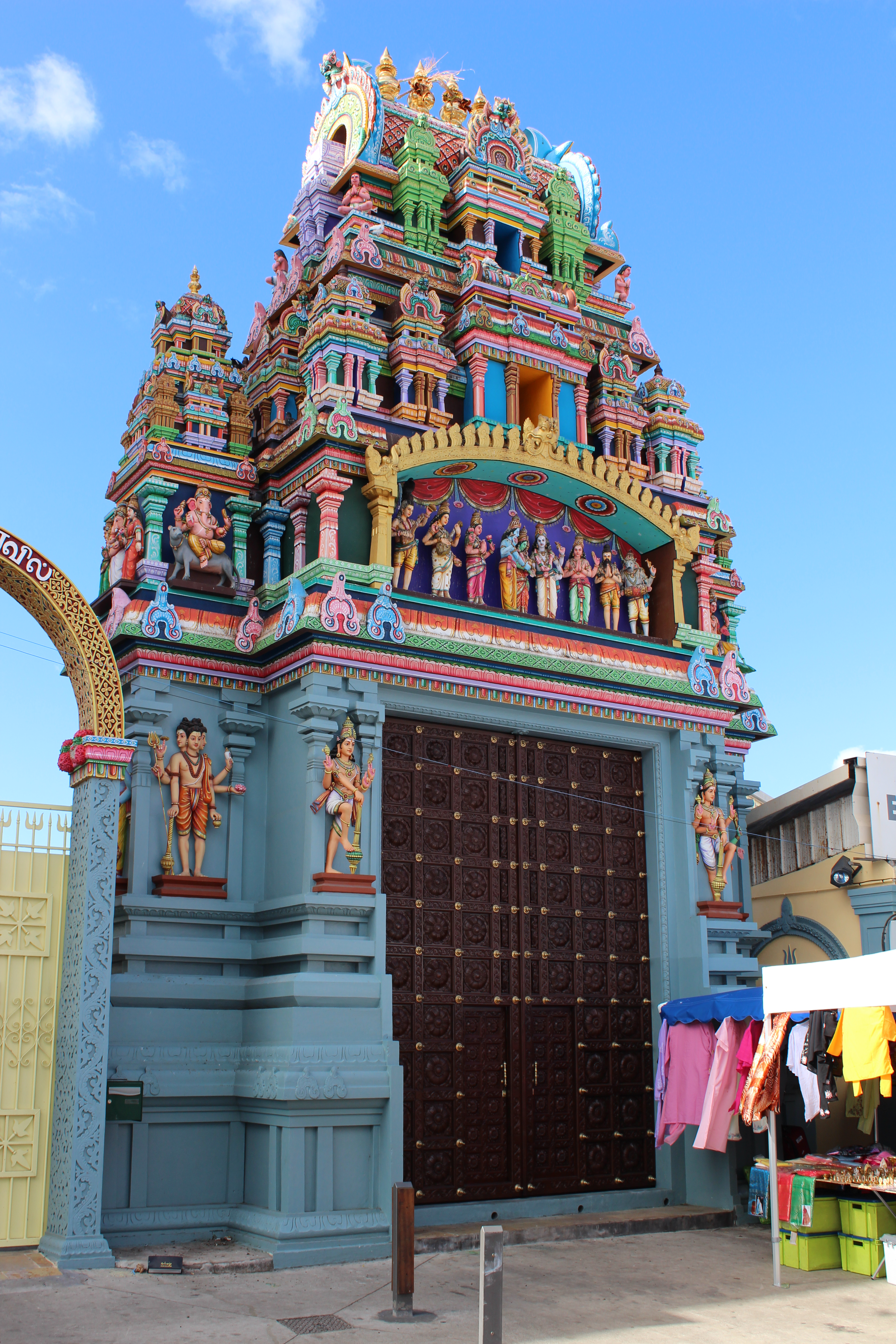
卡利康巴尔庙（法语：Temple Kalikambal (La Réunion)）

### 旅游
圣但尼的旅游事务由各级政府协调负责。2021年，圣但尼境内共有12家酒店共计557间房间。

### 媒体
法国主要的媒体均可在圣但尼接收，法国电视一台下属的留尼旺第一电视台主要播出圣但尼所属区域的地方新闻。《留尼汪岛日报》、《留尼汪日报》、NRJ留尼汪广播、留尼汪第一广播等是当地主要的地方性媒体。

## 相关人物
法国外科医学家费利克斯·居永、飞行员罗兰·加洛斯、艺术家安布鲁瓦斯·沃拉尔、短跑运动员达尼埃尔·桑古马和手球运动员达尼埃尔·纳西斯出生于圣但尼。

## 友好城市
截至2022年7月，圣但尼共与两座城市互为友好城市关系：
- 法國 梅斯[63]
- 中国 太原市